# Ethelumoris parallelus
Ethelumoris parallelus là một loài chân đều trong họ Armadillidae. Loài này được Richardson miêu tả khoa học năm 1907.